# Communauté d'agglomération Sud Sainte Baume
La communauté d'agglomération Sud Sainte Baume est une communauté d'agglomération française, située dans le département du  Var et la région Provence-Alpes-Côte d'Azur.

## Histoire
La communauté de communes Sud Sainte-Baume est le plus ancien EPCI à fiscalité propre institué dans le Var, car elle a été créée par un arrêté préfectoral du 25 juillet 1994, de l'intercommunalité qui comprend alors six communes (Le Beausset, La Cadière-d’Azur, Le Castellet, Évenos, Riboux et Signes.
- 2002 : adhésion de la commune de Saint-Cyr-sur-Mer.
- 2011 : adhésion de la commune de Bandol.
- 2012 : lors de l'élaboration du schéma départemental de coopération intercommunale (SDCI), adopté en septembre 2012[3] :
  - La commune de Sanary-sur-Mer (17 047 habitants) a intégré l'intercommunalité le 1er janvier 2013[4] ;
  - La commune d'Évenos a émis le souhait de quitter la communauté de communes pour rejoindre la communauté d'agglomération Toulon Provence Méditerranée, ce qui est intervenu le 1er janvier 2014[5].

Ces deux changements entrainent une augmentation de la population d'un tiers.
- 2013 : adhésion de la commune de Sanary-sur-Mer.

La communauté de communes se transforme en communauté d'agglomération le 1er janvier 2015 sous sa dénomination actuelle de communauté d'agglomération Sud Sainte-Baume, impliquant une extension de ses compétences à l'ensemble des compétences obligatoires de ce type d'intercommunalité.

## Territoire communautaire

### Toponymie
Le nom de la structure rappelle le  massif de la Sainte-Baume, dont le territoire communautaire constitue le sud de cet espace.

### Description
Le territoire communautaire s'étend sur 35 564 ha.

### Composition
En 2023, la communauté d'agglomération est composée des 9 communes suivantes :

| Nom                       | Code Insee | Gentilé       | Superficie (km2) | Population (dernière pop. légale) | Densité (hab./km2) |
| ------------------------- | ---------- | ------------- | ---------------- | --------------------------------- | ------------------ |
| La Cadière-d'Azur (siège) | 83027      | Cadiérens     | 37,42            | 5 657 (2022)                      | 151                |
| Bandol                    | 83009      | Bandolais     | 8,59             | 8 263 (2022)                      | 962                |
| Le Beausset               | 83016      | Beaussetans   | 35,95            | 10 098 (2022)                     | 281                |
| Le Castellet              | 83035      | Castellans    | 44,77            | 5 992 (2022)                      | 134                |
| Évenos                    | 83053      | Ébrosiens     | 41,95            | 2 406 (2022)                      | 57                 |
| Riboux                    | 83105      | Ribousiens    | 13,48            | 51 (2022)                         | 3,8                |
| Saint-Cyr-sur-Mer         | 83112      | Saint-Cyriens | 21,15            | 11 668 (2022)                     | 552                |
| Sanary-sur-Mer            | 83123      | Sanaryens     | 19,23            | 17 938 (2022)                     | 933                |
| Signes                    | 83127      | Signois       | 133,1            | 3 126 (2022)                      | 23                 |

### Démographie
| 1968   | 1975   | 1982   | 1990   | 1999   | 2010   | 2015   | 2021   |
| ------ | ------ | ------ | ------ | ------ | ------ | ------ | ------ |
| 24 923 | 29 900 | 36 103 | 45 451 | 53 531 | 59 846 | 60 394 | 64 093 |

## Administration

### Siège
Le siège de la communauté d'agglomération est situé à La Cadière-d'Azur, 155 avenue Henri Jansoulin.

### Élus
La communauté d'agglomération est administrée par un conseil communautaire composé, pour la mandature 2020-2026, de 43 membres (maires ou conseillers municipaux) représentant chacune des communes membres de l'intercommunalité et répartis de la manière suivante en fonction notamment de leur population :

- 12  délégués pour Sanary-sur-Mer ;

- 8 délégués pour Saint-Cyr-sur-Mer ;

- 6 délégués pour Le Beausset ;

- 5 délégués pour Bandol ;

- 4 délégués pour La Cadière-d'Azur ;

- 3 délégués pour  Le Castellet ;

- 2 délégués pour Évenos et Signes ;

- 1 délégué et son suppléant pour Riboux.
Au terme des élections municipales de 2020 dans le Var, le conseil communautaire renouvelé a réélu son président, Ferdinand Bernhard, maire de Sanary-sur-Mer — qui a obtenu 29 voix face aux 13 obtenues par Jean-Paul Joseph — ainsi que ses huit vice-présidents, qui sont les maires des huit autres communes constituant l'intercommunalité. Condamné à un an de prison ferme et cinq ans d'inéligibilité, Ferdinand Bernhard est contraint d'abandonner tous ses mandats et le 28 octobre 2021, Blandine Monier, maire d'Évenos, est élue présidente de l'intercommunalité. La liste des vice-présidents est modifiée et devient :
1. René Jourdan, maire de La Cadière-d'Azur ;
2. Hélène Verduyn, maire de Signes ;
3. Suzanne Arnaud, maire de Riboux  ;
4. Philippe Barthélemy, maire de Saint-Cyr-sur-Mer ;
5. René Castell, maire du Castellet ;
6. Jean-Paul Joseph, maire de Bandol :
7. Édouard Friedler, maire du Beausset ;
8. Patricia Aubert, première adjointe au maire de Sanary-sur-Mer.

Blandine Monier ayant elle-même démissionné en janvier 2025, le conseil communautaire du 20 janvier a élu son successeur, Jean-Paul Joseph, maire de Bandol, ainsi que ses vice-présidents, qui sont :
1. Blandine Monier, maire d’Évenos, présidente sortante ;
2. Patricia Aubert, 1re adjointe de Sanary-sur-Mer ;
3. Édouard Friedler, maire du Beausset ;
4. Philippe Barthélemy, maire de Saint-Cyr-sur-Mer ;
5. René Castell, maire du Castellet ;
6. Hélène Verduyn, maire de Signes ;
7. Suzanne Arnaud, maire de Riboux ;
8. René Jourdan, maire de La Cadière d’Azur.

### Liste des présidents
| Période       | Période                       | Identité           | Étiquette | Qualité |
| ------------- | ----------------------------- | ------------------ | --------- | --- |
| 1994          | 1995                          | Gabriel Tambon     | RPR       | Agriculteur retraité Maire du Castellet (1965 → 2015) |
| 1995          | mars 2003                     | René Jourdan       | PCF-DVG   | Directeur de coopérative vinicole retraité Maire de La Cadière-d'Azur (1989 → ) |
| mars 2003     | avril 2015                    | Gabriel Tambon     | UMP       | Agriculteur retraité Maire du Castellet (1965 → 2015) |
| avril 2015    | octobre 2021                  | Ferdinand Bernhard | DVD       | Docteur en chirurgie dentaire Maire de Sanary-sur-Mer (1989 → 2021) Conseiller général puis départemental d'Ollioules (1985 → 2021) Démissionnaire à la suite d'une condamnation judiciaire |
| octobre 2021  | janvier 2025                  | Blandine Monier    | DVD       | Comptable Maire d'Évenos (2014 → ) Démissionnaire |
| janvier 2025, | En cours (au 21 janvier 2025) | Jean-Paul Joseph   |           | Cardiologue Maire de Bandol (2020 → ) |

### Compétences

Ancien logo.

La communauté d'agglomération Sud Sainte-Baume exerce les compétences suivantes, qui lui ont été transférées par les communes membres dans les conditions déterminées par le code général des collectivités territoriales, :
- des compétences obligatoires :
  - développement économique
  - aménagement de l’espace communautaire
  - équilibre social de l'habitat
  - politique de la ville
  - gestion des milieux aquatiques et prévention des inondations
  - accueil des gens du voyage
  - collecte et traitement des déchets

- des compétences optionnelles :
  - voirie et parc de stationnement d'intérêt communautaire
  - assainissement
  - eau
  - protection de l'environnement
  - équipements culturels et sportifs d'intérêt communautaire

- et d'autres compétences :
  - sentiers et circuits touristiques
  - développement de la pratique sportive
  - programme Odyssea
  - aménagement du territoire
  - communication et numérique
  - soutien à la dynamisation des communes de l'agglomération

### Budget et fiscalité
La communauté d'agglomération est un établissement public de coopération intercommunale à fiscalité propre.
Afin de financer l'exercice de ses compétences, l'intercommunalité perçoit, comme toutes les communautés d'agglomération, la fiscalité professionnelle unique (FPU) – qui a succédé à la taxe professionnelle unique (TPU) – et assure une péréquation de ressources.
Elle collecte également la taxe d'enlèvement des ordures ménagères (TEOM), qui finance ce service public.
L'intercommunalité ne verse pas de dotation de solidarité communautaire (DSC) à ses communes membres.

### Effectifs
Au 31 décembre 2020 la communauté d'agglomération comptait  65 effectifs emplois permanents : sont compris dans les emplois permanents les titulaires (59), collaborateur de cabinet (1), et contractuel sur emploi permanent (5).

## Projets et réalisations
Conformément aux dispositions légales, une communauté d'agglomération a pour objet d'associer « au sein d'un espace de solidarité, en vue d'élaborer et conduire ensemble un projet commun de développement urbain et d'aménagement de leur territoire ».
Développement économique
La zone d'activité de Signes est une des compétences initiales de la CCSSB. Elle est administrée par la chambre de commerce et d'industrie du Var.